# Pułtusk (gemeente)
De gemeente Pułtusk is een stad- en landgemeente in het Poolse woiwodschap Mazovië, in powiat Pułtuski.
De zetel van de gemeente is in Pułtusk.
Op 30 juni 2004 telde de gemeente 23 707 inwoners.

## Oppervlakte gegevens
In 2002 bedroeg de totale oppervlakte van gemeente Pułtusk 133,72 km², waarvan:
- agrarisch gebied: 72%
- bossen: 10%

De gemeente beslaat 16,14% van de totale oppervlakte van de powiat.

## Demografie
Stand op 30 juni 2004:
| Omschrijving                   | Totaal | Totaal | Vrouwen | Vrouwen | Mannen | Mannen |
| ------------------------------ | ------ | ------ | ------- | ------- | ------ | ------ |
| eenheid                        | aantal | %      | aantal  | %       | aantal | %      |
| inwoners                       | 23 707 | 100    | 12 307  | 51,9    | 11 400 | 48,1   |
| bevolkingsdichtheid (inw./km²) | 177,3  | 177,3  | 92      | 92      | 85,3   | 85,3   |

In 2002 bedroeg het gemiddelde inkomen per inwoner 1170,85 zł.

## Administratieve plaatsen (sołectwo)
Białowieża, Boby, Chmielewo, Głodowo, Gnojno, Grabówiec, Gromin, Jeżewo, Kacice, Kleszewo, Kokoszka, Lipa, Lipniki Nowe, Moszyn, Olszak, Pawłówek, Płocochowo, Ponikiew, Przemiarowo, Szygówek, Trzciniec, Zakręt.

## Aangrenzende gemeenten
Gzy, Karniewo, Obryte, Pokrzywnica, Szelków, Winnica, Zatory